# تحت راية السماء
تحت راية السماء (بالإنجليزية: Under the Banner of Heaven)‏ هو مسلسل دراما جريمة أمريكي مبني على كتاب يحمل نفس الاسم للكاتب جون كراكور، المسلسل من بطولة أندرو غارفيلد، ديزي إدغار جونز، سام ورذينجتن ودينيس جوج. صدر المسلسل في 28 أبريل 2022.